# Anidride borica
L'anidride borica (nome sistematico: triossido di diboro) è uno degli ossidi del boro, avente formula minima B2O3. Si presenta generalmente come una polvere bianca igroscopica, ma è ottenibile, sebbene non facilmente, anche in forma cristallina incolore. Come materiale ceramico viene detta anche boria. Si trova quasi sempre sotto forma vetrosa (amorfa); tuttavia, può essere cristallizzata dopo un'estesa ricottura (cioè sotto riscaldamento prolungato sotto pressione).
L'anidride borica, insieme alla silice e al carbonato di sodio, è un ingrediente per la produzione di vetri borosilicati.
L'anidride borica è un ossido acido non molto solubile in acqua a freddo, ma comunque reagisce con essa facilmente dando una serie di acidi borici a seconda della concentrazione e della temperatura; in particolare, viene formato il comune acido borico (ortoborico):
B2O3 + 3 H2O   →   2 H3BO3

## Strutture
Si pensa che l'anidride borica vetrosa (γ-B2O3) sia composta da anelli a sei membri, analoghi a quelli della borossina H3B3O3 (o anche della borazina), nei quali c'è un'alternanza di atomi di boro (tricoordinato) e di ossigeno (bicoordinato). A causa della difficoltà di costruire modelli con molti anelli borossinici disordinati ottenendo la densità corretta del materiale, questa visione è stata inizialmente controversa, ma tali modelli sono stati recentemente costruiti e mostrano proprietà in eccellente accordo con i dati sperimentali. È ora riconosciuto, da studi sperimentali e teorici che la frazione di atomi di boro appartenenti agli anelli borossinici nella B2O3 vetrosa è compresa tra 0,73 e 0,83, con 0,75 corrispondente a un rapporto 1:1 tra unità ad anello e unità non ad anello. Il numero di anelli borossinici decade allo stato liquido con l'aumentare della temperatura.
La forma cristallina {\displaystyle {\ce {(\alpha -B2O3)}}} (si veda la struttura nell'infobox) è composta esclusivamente da triangoli BO3. Questa rete trigonale, simile al quarzo, subisce una trasformazione simile alla coesite in {\displaystyle {\ce {\beta -B2O3}}} monoclina a diversi gigapascal (9,5 GPa).

## Preparazione
L'anidride borica viene prodotta trattando il borace con acido solforico in un forno a fusione. A temperature superiori a 750 °C, lo strato di ossido di boro fuso si separa dal solfato di sodio. Viene quindi decantato, raffreddato e ottenuto con una purezza del 96–97%.
Un altro metodo è il riscaldamento dell'acido borico sopra ~ 300 °C. L'acido borico inizialmente si decompone in vapor d'acqua, (H2O(g)) e acido metaborico (HBO2) a circa 170 °C, e un ulteriore riscaldamento oltre i 300 °C produrrà più vapore e anidride borica. Le reazioni sono:
{\displaystyle {\ce {H3BO3->HBO2\ +\ H2O}}}
{\displaystyle {\ce {2HBO2->B2O3\ +\ H2O}}}
L'acido borico va al corrispondente microcristallino anidro in un letto fluido riscaldato. La velocità di riscaldamento accuratamente controllata evita la gommatura durante l'evoluzione dell'acqua. L'ossido di boro fuso attacca i silicati. I tubi grafitati internamente tramite decomposizione termica dell'acetilene vengono passivati.
Da un punto di vista cinetico la cristallizzazione dell'{\displaystyle {\ce {\alpha -B2O3}}} fuso a pressione ambiente è fortemente sfavorevole. Le condizioni di soglia per la cristallizzazione del solido amorfo sono 10 kbar e ~200 °C. La sua struttura cristallina proposta nei gruppi spaziali enantiomorfi P31 (gruppo nº144); P32 (gruppo nº145) (ad esempio γ-glicina) è stata rivista nei gruppi spaziali enantiomorfi P3121 (gruppo nº152);P3221 (gruppo nº154)(ad esempio, α-quarzo).
L'anidride borica si formerà anche quando il diborano (B2H6) reagisce con l'ossigeno nell'aria o con tracce di umidità:
{\displaystyle {\ce {2B2H6(g) \ + \ 3O2(g) -> 2B2O3(s) \ + \ 6H2(g)}}}
{\displaystyle {\ce {B2H6(g) \ + \ 3H2O(g) -> B2O3(s) \ + \ 6H2(g)}}}

## Applicazioni
- Agente fondente per vetri e smalti
- Materiale di partenza per la sintesi di altri composti del boro come il carburo di boro
- Additivo utilizzato nelle fibre ottiche
- Componente utilizzato nella produzione di vetro borosilicato
- Lo strato di copertura inerte nel processo Czochralski di incapsulamento liquido per la produzione di monocristallo di arseniuro di gallio
- Come catalizzatore acido nella sintesi organica.